# Pachycondyla peringueyi
Pachycondyla peringueyi är en myrart som först beskrevs av Carlo Emery 1899.  Pachycondyla peringueyi ingår i släktet Pachycondyla och familjen myror.

## Underarter
Arten delas in i följande underarter:
- P. p. peringueyi
- P. p. saldanhae

## Bildgalleri

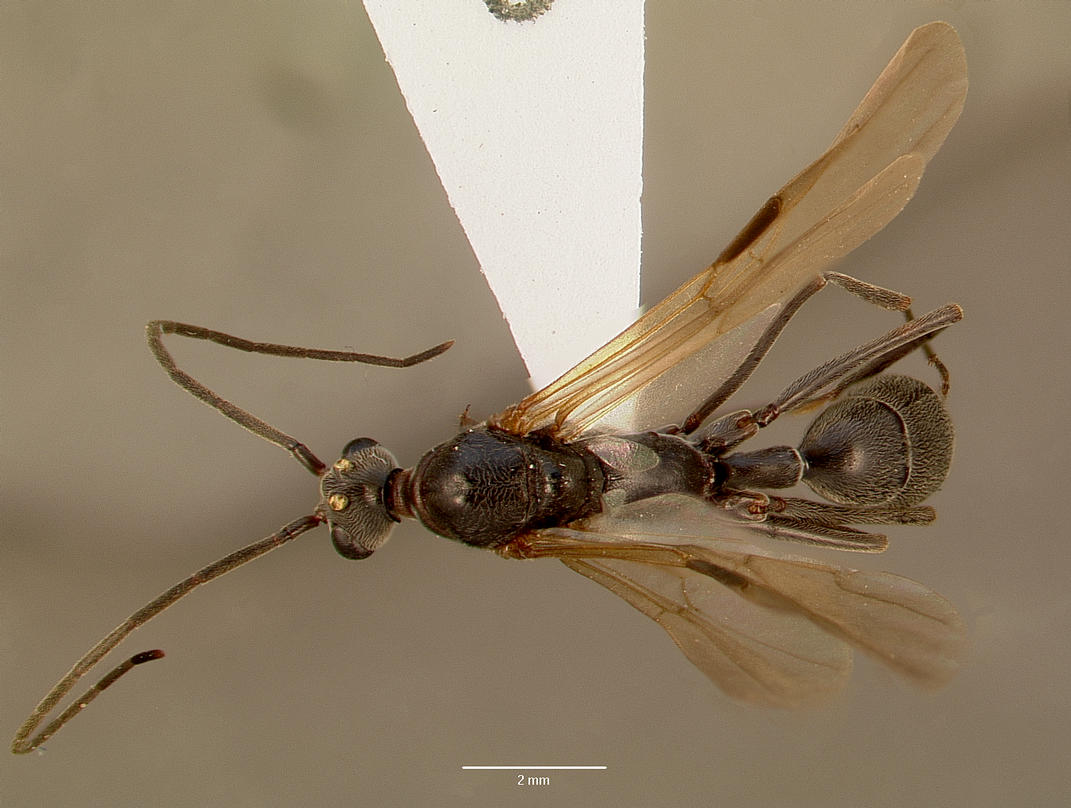
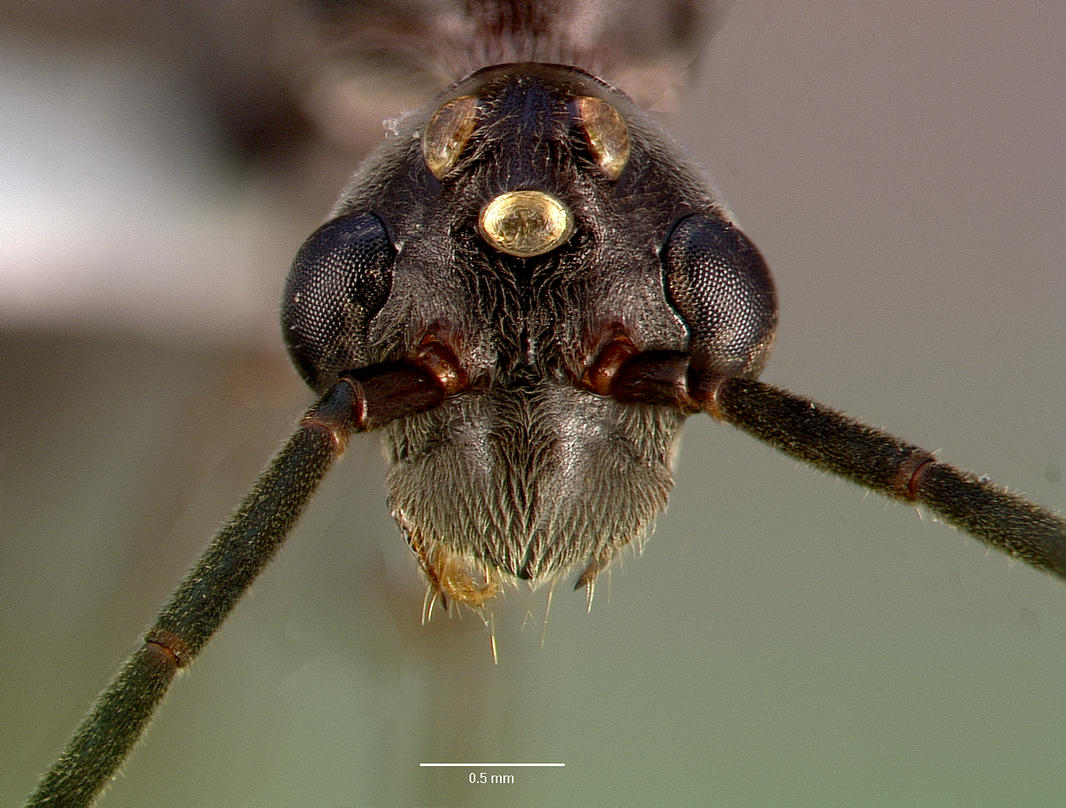
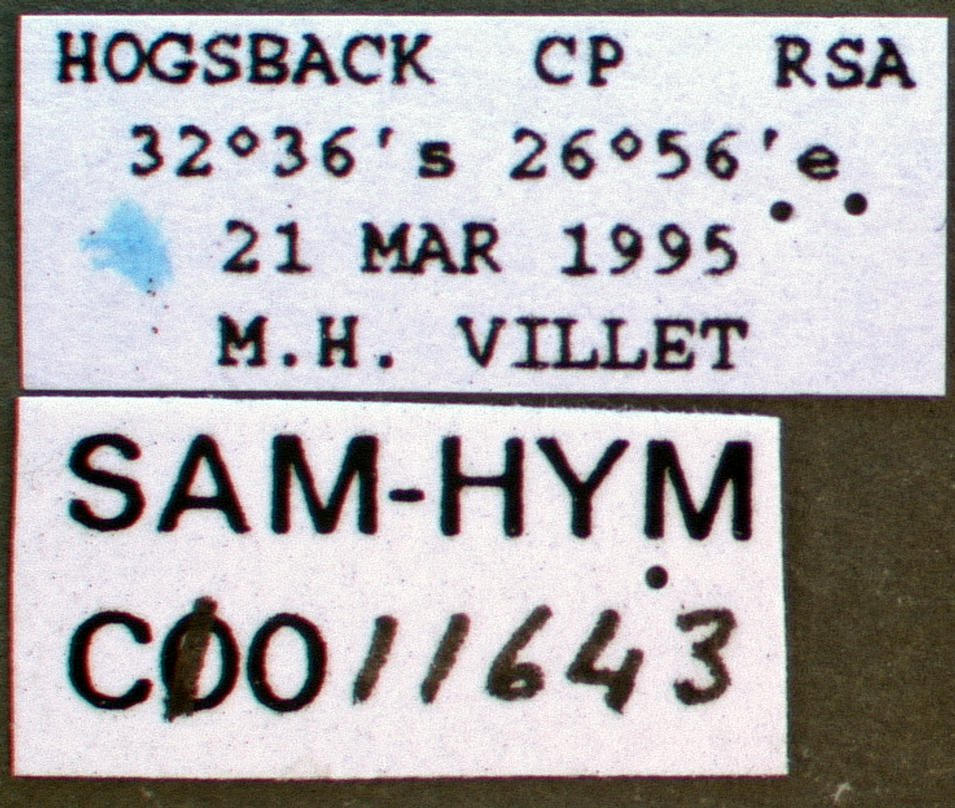
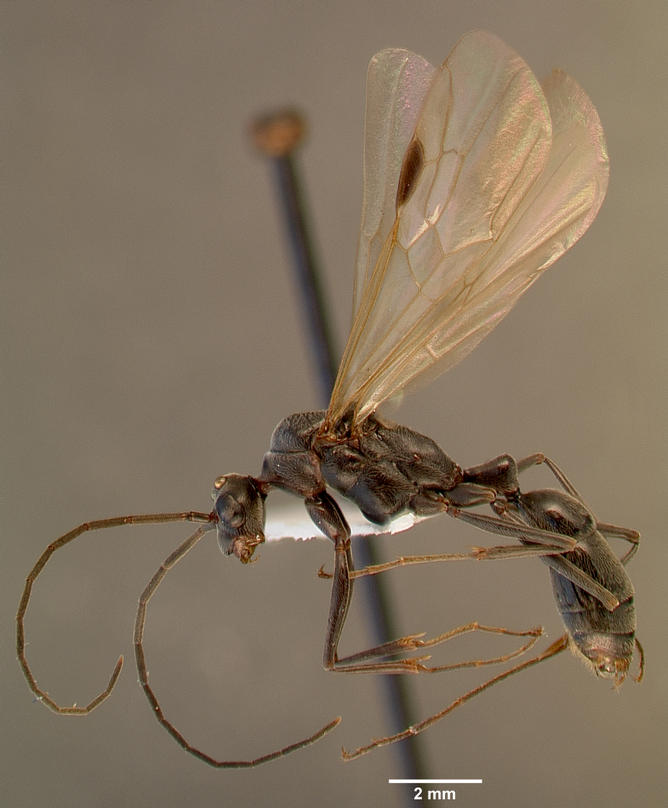
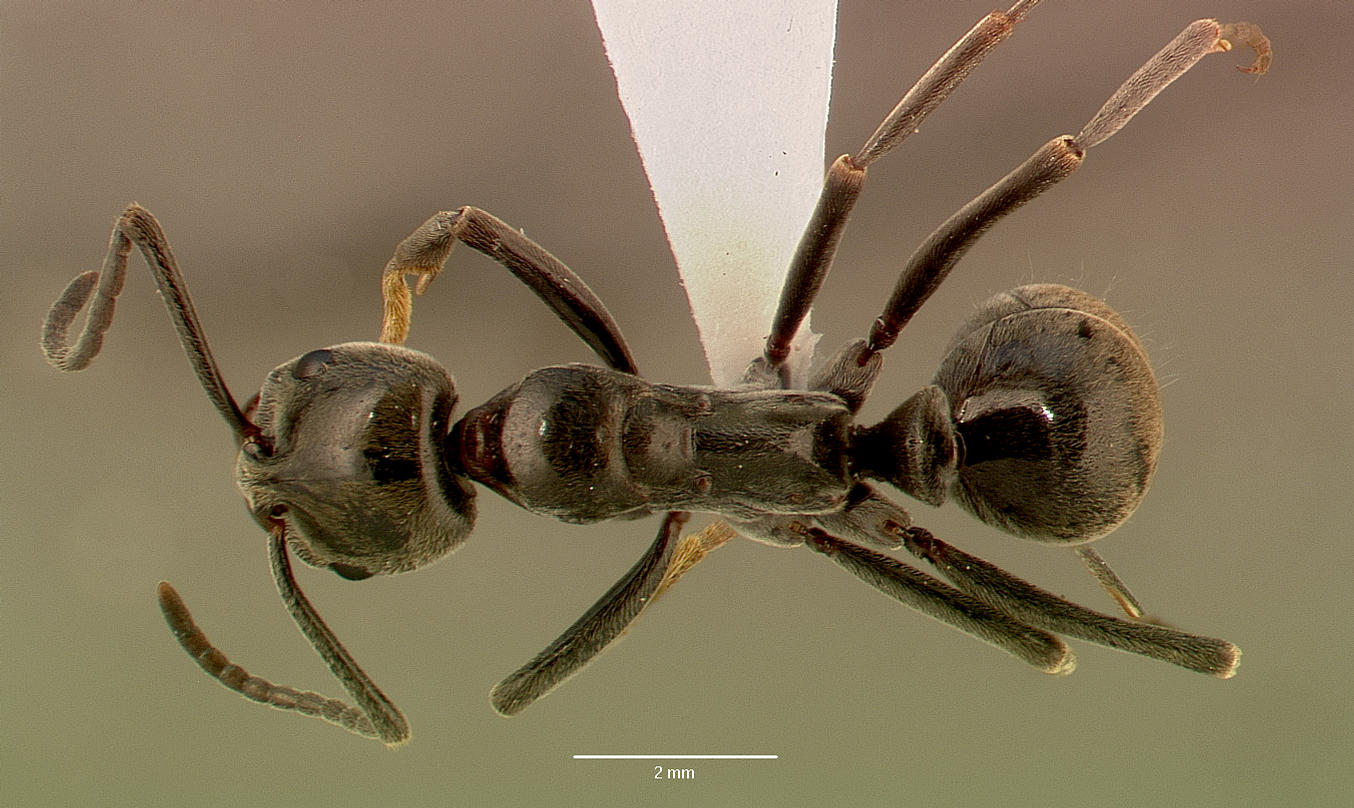
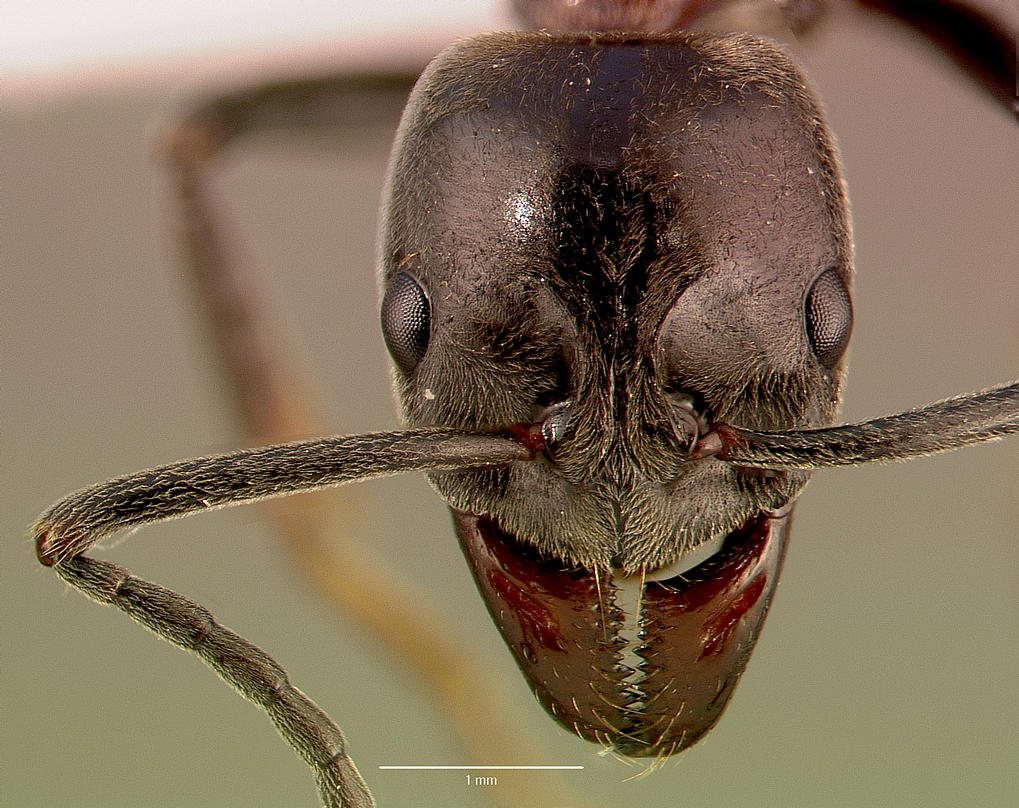